# Damenbundesliga 2022
La Damenbundesliga 2022 è la 32ª edizione del campionato di football americano femminile di primo livello, organizzato dalla AFVD.

## Squadre partecipanti
| Club                        | Città             | Stadio | Sponsor ufficiale | Risultato nella stagione 2021 |
| --------------------------- | ----------------- | ------ | ----------------- | ----------------------------- |
| Berlin Kobra Ladies         | Berlino           |        |                   |                               |
| Erlangen Rebels             | Erlangen          |        |                   |                               |
| Hamburg Amazons             | Amburgo           |        |                   |                               |
| Hamburg Blue Devilyns       | Amburgo           |        |                   |                               |
| Kiel Baltic Hurricanes      | Kiel              |        |                   |                               |
| Munich Cowboys Ladies       | Monaco di Baviera |        |                   |                               |
| Stuttgart Scorpions Sisters | Stoccarda         |        |                   |                               |

## Stagione regolare

### Calendario

#### 1ª giornata
| Berlino 18 giugno 2022, ore 15:00 | Berlin Kobra Ladies | – | Kiel Baltic Hurricanes | Forckenbeckplatz |

| Erlangen 18 giugno 2022, ore 15:00 | Erlangen Rebels | – | Munich Cowboys Ladies | Waldsportanlage |

| Amburgo 19 giugno 2022, ore 15:00 | Hamburg Amazons | – | Hamburg Blue Devilyns | SV-Polizei Homefield |

#### 2ª giornata
| Schilksee 26 giugno 2022, ore 15:00 | Kiel Baltic Hurricanes | – | Hamburg Amazons |  |

#### 3ª giornata
| Wilmersdorf 2 luglio 2022, ore 15:00 | Berlin Kobra Ladies | – | Hamburg Blue Devilyns |  |

| Stoccarda 3 luglio 2022, ore 15:00 | Stuttgart Scorpions Sisters | – | Erlangen Rebels | TUS 1 Platz |

#### 4ª giornata
| Wilmersdorf 9 luglio 2022, ore 15:00 | Berlin Kobra Ladies | – | Hamburg Amazons |  |

| Amburgo 9 luglio 2022, ore 15:00 | Hamburg Blue Devilyns | – | Kiel Baltic Hurricanes | Sportanlage Kroonhorst |

#### 5ª giornata
| Monaco di Baviera 16 luglio 2022, ore 11:00 | Munich Cowboys Ladies | – | Stuttgart Scorpions Sisters | Städtisches Stadion an der Dantestraße |

#### 6ª giornata
| Kiel 13 agosto 2022, ore 14:00 | Kiel Baltic Hurricanes | – | Berlin Kobra Ladies | Moorteichwiese |

| Monaco di Baviera 13 agosto 2022, ore 15:00 | Munich Cowboys Ladies | – | Erlangen Rebels | Städtisches Stadion an der Dantestraße |

| Amburgo 13 agosto 2022, ore 18:00 | Hamburg Blue Devilyns | – | Hamburg Amazons | Sportanlage Kroonhorst |

#### 7ª giornata
| Erlangen 20-21 agosto 2022 | Erlangen Rebels | – | Stuttgart Scorpions Sisters | Waldsportanlage |

| Amburgo 20 agosto 2022, ore 15:00 | Hamburg Blue Devilyns | – | Berlin Kobra Ladies | Sportanlage Kroonhorst |

| Amburgo 21 agosto 2022, ore 15:00 | Hamburg Amazons | – | Kiel Baltic Hurricanes | SV-Polizei Homefield |

#### 8ª giornata
| Stoccarda 27 agosto 2022, ore 11:00 | Stuttgart Scorpions Sisters | – | Munich Cowboys Ladies | TUS 1 Platz |

| Schilksee 28 agosto 2022, ore 15:00 | Kiel Baltic Hurricanes | – | Hamburg Blue Devilyns |  |

#### 9ª giornata
| Amburgo 4 settembre 2022, ore 15:00 | Hamburg Amazons | – | Berlin Kobra Ladies | SV-Polizei Homefield |

### Classifica
Le classifiche della regular season sono le seguenti.
- PCT = percentuale di vittorie, G = partite giocate, V = partite vinte,  P = partite perse, PF = punti fatti, PS = punti subiti

#### Gruppo Nord
| Pos. | Squadra                | PCT  | G | V | N | P | PF | PS |
| ---- | ---------------------- | ---- | - | - | - | - | -- | -- |
| 1    | Berlin Kobra Ladies    | .000 | 0 | 0 | 0 | 0 | 0  | 0  |
| 2    | Hamburg Amazons        | .000 | 0 | 0 | 0 | 0 | 0  | 0  |
| 3    | Hamburg Blue Devilyns  | .000 | 0 | 0 | 0 | 0 | 0  | 0  |
| 4    | Kiel Baltic Hurricanes | .000 | 0 | 0 | 0 | 0 | 0  | 0  |

#### Gruppo Sud
| Pos. | Squadra                     | PCT  | G | V | N | P | PF | PS |
| ---- | --------------------------- | ---- | - | - | - | - | -- | -- |
| 1    | Erlangen Rebels             | .000 | 0 | 0 | 0 | 0 | 0  | 0  |
| 2    | Munich Cowboys Ladies       | .000 | 0 | 0 | 0 | 0 | 0  | 0  |
| 3    | Stuttgart Scorpions Sisters | .000 | 0 | 0 | 0 | 0 | 0  | 0  |

## Playoff

### Tabellone
|  | Semifinali | Semifinali | Semifinali |  |  | XXX Ladies Bowl | XXX Ladies Bowl | XXX Ladies Bowl |  |
|  |            |            |            |  |  |                 |                 |                 |  |
|  | 1N         | TBD        |            |  |  |                 |                 |                 |  |
|  | 1N         | TBD        |            |  |  |                 |                 |                 |  |
|  | 2S         | TBD        |            |  |  |                 |                 |                 |  |
|  | 2S         | TBD        | TBD        |  |  |                 |                 |                 |  |
|  |            |            |            |  |  |                 |                 |                 |  |
|  |            |            | TBD        |  |  |                 |                 |                 |  |
|  | 2N         | TBD        |            |  |  |                 |                 |                 |  |
|  | 2N         | TBD        |            |  |  |                 |                 |                 |  |
|  | 1S         | TBD        |            |  |  |                 |                 |                 |  |

### Semifinali
| 2022 | TBD | – | TBD |  |

| 2022 | TBD | – | TBD |  |

### XXX Ladies Bowl
| 2022 | TBD | – | TBD |  |